# Foreste sempreverdi subtropicali dell'altopiano dello Yunnan
Le foreste sempreverdi subtropicali dell'altopiano dello Yunnan sono un'ecoregione dell'ecozona paleartica, definita dal WWF (codice ecoregione: PA0101), situata nella Cina sud-orientale. Questa ecoregione forma parte della regione denominata foreste umide subtropicali dell'Indocina settentrionale, inclusa nella lista Global 200.

## Territorio
L'altopiano dello Yunnan è una vasta regione costituita da colline non troppo elevate ed ampi bacini intermontani. È situato tra le colline calcaree della Cina sud-orientale e l'altopiano del Tibet. Esso separa inoltre il bacino del Sichuan e le gole dello Yangtze dalle colline dell'Indocina settentrionale. Non essendo ricoperto dalla coltre di nebbia che avvolge i bacini a nord e ad est, e abbastanza elevato da non risentire dell'intensa calura che precede l'arrivo del monsone, presenta un clima mite che ha favorito l'insediamento dell'uomo e dei suoi antenati da più di un milione di anni. Sull'altopiano si trovano numerosi ed ampi laghi d'acqua dolce. Il Dian Chi, situato nei pressi della città di Kunming, è vasto ma poco profondo ed ecologicamente danneggiato a causa dell'eutrofizzazione e dell'inquinamento proveniente dalle vicine aree urbane. L'Er Hai, situato più ad ovest, vicino alla città di Dali, è invece un profondo specchio d'acqua che ospita una grande varietà di pesci d'acqua dolce.
Le precipitazioni seguono un andamento monsonico. La maggior parte dell'altopiano dello Yunnan riceve circa 1200 mm di pioggia all'anno, di cui l'80% cade durante l'estate. Le tempeste invernali trasportano sulla regione masse d'aria fredda, e sulle montagne può cadere anche la neve, ma le nevicate sono molto rare nei bacini sottostanti.

## Flora
La vegetazione che caratterizza gran parte dell'altopiano dello Yunnan è costituita da foreste di latifoglie sempreverdi, stagionalmente umide. Le specie ivi presenti sono adattate ad estati umide e ad una prolungata e fresca stagione secca che dura da novembre ad aprile. Sebbene l'altitudine qui sia moderatamente elevata (1700–2500 m), il clima è abbastanza caldo da permettere lo sviluppo di una caratteristica foresta subtropicale. Sui crinali delle colline più elevate è presente una foresta nebulosa di tipo temperato, ma sulle colline più basse e nei bacini intermontani cresce una foresta subtropicale stagionalmente secca. Gli abitanti del luogo sfruttano questa particolarità climatica, in quanto nelle vallate intermontane nord-occidentali il riso può crescere fin quasi a 3000 m e gli agrumi fino a quasi 2500 m.
La flora originaria dell'altopiano dello Yunnan è simile a quella delle foreste temperate di bassa quota dell'Himalaya orientale, ma qui la ricchezza di specie tende ad essere maggiore che nell'Himalaya orientale. Le specie dominanti appartengono alla famiglia della quercia, le Fagacee (Castanopsis spp., Lithocarpus spp. e Cyclobalanopsis spp.), e dell'alloro, le Lauracee (Lindera spp. e Persea spp.). Le foglie possono essere sclerofille o rivestite sulla pagina inferiore con peli ravvicinati per conservare l'acqua, e rimangono sempreverdi per tutta la prolungata stagione secca.
Nonostante gran parte dell'altopiano sia formata da basse catene montuose e bacini al di sotto dei 2300 m, la zona occidentale comprende le propaggini più esterne dei monti Hengduan, che superano i 2500 m. Queste catene montuose presentano un clima più fresco e umido, durante la stagione estiva sono perennemente ricoperte dalle nuvole e d'inverno, a quote più elevate, la neve ricopre il terreno per settimane. Su queste montagne cresce una foresta nebulosa temperata ben distinta dalle foreste subtropicali dell'altopiano dello Yunnan. Gli alberi sono ammantati da muschi e da specie epifite di felci, orchidee e altre piante con fiore. Il sottobosco è formato da bambù di bassa statura (Sinarundinaria spp.), felci (Dryopteris spp.) e piante tolleranti l'ombra come Arisaema spp., Impatiens spp. e una curiosa parassita delle radici, Balanophora spp..

## Fauna
In passato sull'altopiano erano presenti molte specie di mammiferi, attualmente scomparse a causa di millenni di attività umane. Tra questi ricordiamo la tigre (Panthera tigris) e altri grandi felini, nonché le loro prede principali, cervi e altri animali.
Tra i mammiferi che occupano le pendici dei monti vi sono il gibbone dal ciuffo (Nomascus concolor), i ratti del bambù, l'orso dal collare (Ursus thibetanus) e alcuni grandi felini. Alcune popolazioni seriamente minacciate di gibbone dal ciuffo vivono nella riserva naturale dei monti Ailao (504 km²). Questa specie potrebbe agire come un'efficace «specie ombrello», cioè una specie la cui conservazione attiva comporta indirettamente la conservazione di molte altre specie dell'ecosistema.
Le montagne dello Yunnan sono ricchissime di specie di uccelli, di cui tre endemiche. Il picchio muratore dello Yunnan (Sitta yunnanensis) nidifica nelle foreste di pini al di sopra dei 2440 m ed è ampiamente diffuso in tutta l'ecoregione, dal Guizhou occidentale al Tibet sud-orientale. Lo psittorinco alibrune (Sinosuthora brunnea) è presente in una vasta gamma di habitat, e si spinge verso ovest fino al nord-est del Myanmar. Il garrulo sghignazzante marezzato (Garrulax bieti) vive nelle foreste di bambù al di sopra dei 3000 m nella regione al confine tra Yunnan e Sichuan. Altre specie di uccelli in pericolo di estinzione che occupano un areale più vasto sono il picchio muratore gigante (Sitta magna) e il fagiano orecchiuto bianco (Crossoptilon crossoptilon). Sono presenti anche varie specie della famiglia dei Timaliidi, il pavone verde (Pavo muticus) e, notevolmente ridotte di numero dalla caccia, alcune specie di fagiani.

## Conservazione

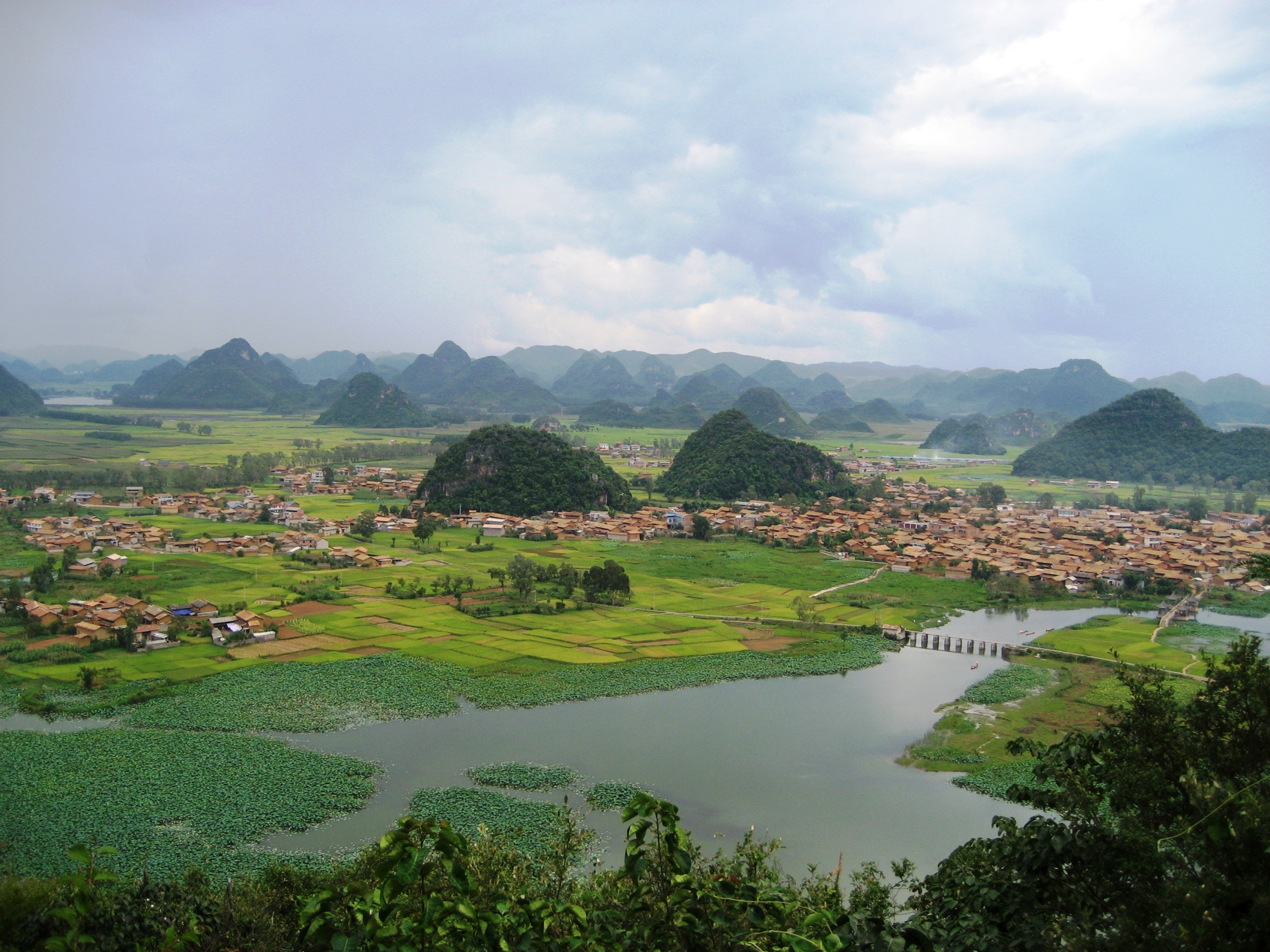
Foreste sempreverdi subtropicali lungo le colline carsiche nella contea di Qiubei

Attualmente, le foreste di latifoglie sempreverdi sono praticamente scomparse dall'altopiano dello Yunnan. In molti luoghi, specialmente nella metà occidentale dell'altopiano, esse sono state rimpiazzate da foreste di pini dello Yunnan (Pinus yunnanensis), spesso associati a Magnolia laevifolia (Magnoliacee) e a varie specie di Rhododendron. Oggi, queste foreste di P. yunnanensis sono la forma di vegetazione più diffusa sull'altopiano. Dal momento che il pino dello Yunnan domina su così vaste aree, non è chiaro se la presenza di questa comunità di piante sia il risultato dell'azione dell'uomo. Infatti, fotografie scattate qui negli anni venti mostrano un ambiente simile a quello odierno. Chiazze di foresta di latifoglie subtropicale sono tuttora presenti sulle Colline Occidentali nei pressi di Kunming, sui fianchi del Jizu Shan vicino a Dali e in piccole aree nei dintorni dei templi sparsi un po' in tutta la regione.